# Лимавил (Охајо)
Лимавил (енгл. Limaville) град је у америчкој савезној држави Охајо.

## Демографија
По попису из 2010. године број становника је 151, што је 42 (-21,8%) становника мање него 2000. године.
| Група             | 2000.       | 2010.       |
| Белци             | 184 (95,3%) | 147 (97,4%) |
| Афроамериканци    | 0 (0,0%)    | 3 (2,0%)    |
| Азијати           | 0 (0,0%)    | 0 (0,0%)    |
| Хиспаноамериканци | 7 (3,6%)    | 1 (0,7%)    |
| Укупно            | 193         | 151         |